# Mōshun
El Mōshun Maru (孟春丸?) ("comienzo de la primavera") fue una goleta de tres mástiles con armazón de hierro y casco de madera.  Disponía de una máquina de vapor auxiliar de carbón. Prestó servicio durante la época del Bakumatsu y a principios de la era Meiji con la armada del dominio de Saga y, posteriormente, con la Armada Imperial Japonesa.

## Servicio en la marina de Saga
El Mōshun Maru fue un cañonero construido en Londres, Inglaterra, y bautizado como Eugenie en 1867. Fue adquirido por el Dominio de Saga y enviado a Nagasaki en febrero de 1868, donde fue rebautizado como Mōshun Maru. En un principio operó como carguero armado, transportando suministros y tropas de Nagasaki a Osaka y, más tarde, a Edo colaborando con la Alianza Satchō en la guerra Boshin durante la Restauración Meiji. En marzo de 1869 fue destacado en la expedición contra las últimas fuerzas de los partidarios del shogunato Tokugawa, que habían creado la república de Ezo en Hokkaido. Mientras permanecía en la bahía de Miyako, la expedición fue atacada por sorpresa por el buque Kaiten. Dicho enfrentamiento se conoce como la batalla naval de la bahía de Miyako.
Participó posteriormente en la batalla naval de la bahía de Hakodate, en mayo de 1869, hasta la rendición de las últimas fuerzas de la república de Ezo. En 1869 embarrancó en Iwate como consecuencia de un tsunami, pero fue reflotado más tarde.

## Servicio en la Armada Imperial Japonesa
El de junio de 1868 el Mōshun Maru fue transferido por el Dominio de Saga al gobierno Meiji y asignado a la recién creada Armada Imperial Japonesa. El 9 de julio fue rebautizado como Mōshun. Fue uno de los buques asignados a la expedición a Taiwán en 1874. Durante el incidente en la isla Ganghwa, en 1875, ayudó al Kasuga a bloquear el puerto de Busan. En 1877 participó en la represión de la rebelión de Satsuma.
De 1879 a 1882 fue usado fundamentalmente como buque de reconocimiento. A partir de 1882 realizó patrullas de la costa de Corea como demostración de fuerza del gobierno japonés en respuesta al incendio de la embajada japonesa en Seúl durante el incidente de Imo. El 8 de octubre de 1887 fue desmovilizado de la Armada Imperial Japonesa y transferido al ministerio de comunicaciones para prestar servicio como buque escuela de la marina mercante. Fue desguazado en julio de 1897.